# 3097 Tacitus
3097 Tacitus là một tiểu hành tinh vành đai chính, được phát hiện bởi Cornelis Johannes van Houten, Ingrid van Houten-Groeneveld và Tom Gehrels vào năm 1960. Nó được đặt theo tên Gaius Cornelius Tacitus, sử gia La Mã cổ đại.